# Havsabborre
Havsabborre (Dicentrarchus labrax) är en fisk som kan leva både i saltvatten och bräckt vatten. Eftersom den är anpassad att leva i varmare vatten än Sveriges lever den här gärna i anslutning till varmvattenutsläpp. Den är en populär mat- och sportfisk; det svenska sportfiskerekordet är på 6,1 kg.

## Utseende
Havsabborren är en långsträckt fisk, upp till en meter lång, med vikt upp till drygt 10 kg. Dess utseende liknar gösens med mer dämpade färger och med en svart fläck på gällockets övre - bakre kant. Fiskens färg är i olika nyanser av silver, med blågrön ton över ryggen och rent silvervit på buken. Den har två ryggfenor, varav den främre har kraftiga taggar (som alla abborrsläktingar) och en analfena. Stjärtfenan är utformad för snabb attack, ej för att uthålligt simma snabbt. 

## Utbredning
Havsabborren förekommer längs kusterna i östra Atlanten från Norge till Senegal (och över hela Nordsjön) samt i Medelhavet och Svarta havet. Den lever kustnära på djup mellan 10 m och 100 m gärna i klippiga och steniga områden. Under sommaren vandrar fisken mot land också upp i flodmynningar och vikar, medan den under vintern söker sig ut mot djupare vatten.

## Föda
Havsabborren har animalisk diet: fisk, bläckfisk, kräftdjur, maskar och andra lägre djur.

## Fortplantning
Havsabborren leker under sommarhalvåret, vid olika tid beroende på framför allt vattentemperaturen. Under leken avger en hona upp till 250 000 romkorn. I saltvatten förblir rommen pelagisk (kringflytande) medan den i bräckt eller sött vatten sjunker till botten. Ynglen kläcks efter 6 dygn, med en påföljande snabb tillväxt. Denna stannar sedan snabbt av, och längden efter 2 år är endast 20 cm, efter 5 år 40 cm för honor, hanarna något kortare.

## Rödlistningsstatus
För beståndet är inga hot kända. Hela populationen anses vara stor. IUCN listar arten som livskraftig (LC).

## Kommersiell odling
Havsabborre var en av de första fiskarna efter lax som odlades kommersiellt. Sådan odling påbörjades på 60-talet i liten skala i saliner under den tid de inte användes för saltproduktion, för att nu bedrivas systematiskt i odlingar speciellt anpassade efter havsabborre. De viktigaste producentländerna är Grekland, Turkiet, Italien, Spanien, Kroatien och Egypten. Den årliga produktionen ligger på ca 60 000 ton per år och ökar snabbt.